# Кто загубил? (фильм)
«Кто загубил?» («Лесная сторожка», «Поздно вечером из лесочка я коров домой гнала») — немой фильм 1916 года по новелле З. Ф. Баранцевич «Лесная сторожка». 

## Сюжет
Молодой барин Борис влюбляется в дочь лесника Любу. В самого же Бориса влюблена мачеха Любы, Марфа. Чтобы устранить соперницу, она выдает Любу замуж за нелюбимого ею человека. Но Люба и после замужества продолжает встречаться с Борисом. Узнав об этом, Марфа рассказывает Ивану, мужу Любы, об изменах жены. Иван с помощью мачехи выслеживает любовников и убивает неверную жену. Труп Любы находит отец и вызывает из города следователя, который находит на месте убийства окурок дорогой сигареты и арестовывает Бориса. Начинается судебный процесс. Иван мучается угрызениями совести и, в конце концов, топится в реке. На суде Бориса признают виновным и выносят ему суровый приговор. В этот момент Марфа, осознав свою вину и желая спасти любимого, рассказывает, как было дело. Ее осуждают… В избушке в одиночестве остается доживать свои дни старый лесник.

## В ролях
- Павел Кнорр — Степан, лесник
- Зоя Баранцевич — Люба, дочь Степана
- Янина Мирато — Марфа, мачеха Любы
- Андрей Сотников — Иван, муж Любы
- Константин Джемаров — Борис, молодой барин

## Съёмочная группа
- Автор сценария: Зоя Баранцевич
- Режиссёр: Никандр Туркин
- Оператор: Михаил Владимирский

## Факты
- Жанр фильма определен как «драма из деревенской жизни»
- Фильм сохранился без титров, хранится в Госфильмфонде
- Сценарий написан Зоей Баранцевич по собственной новелле «Лесная сторожка» (отсюда несколько названий)